# 가위치기 (유도)

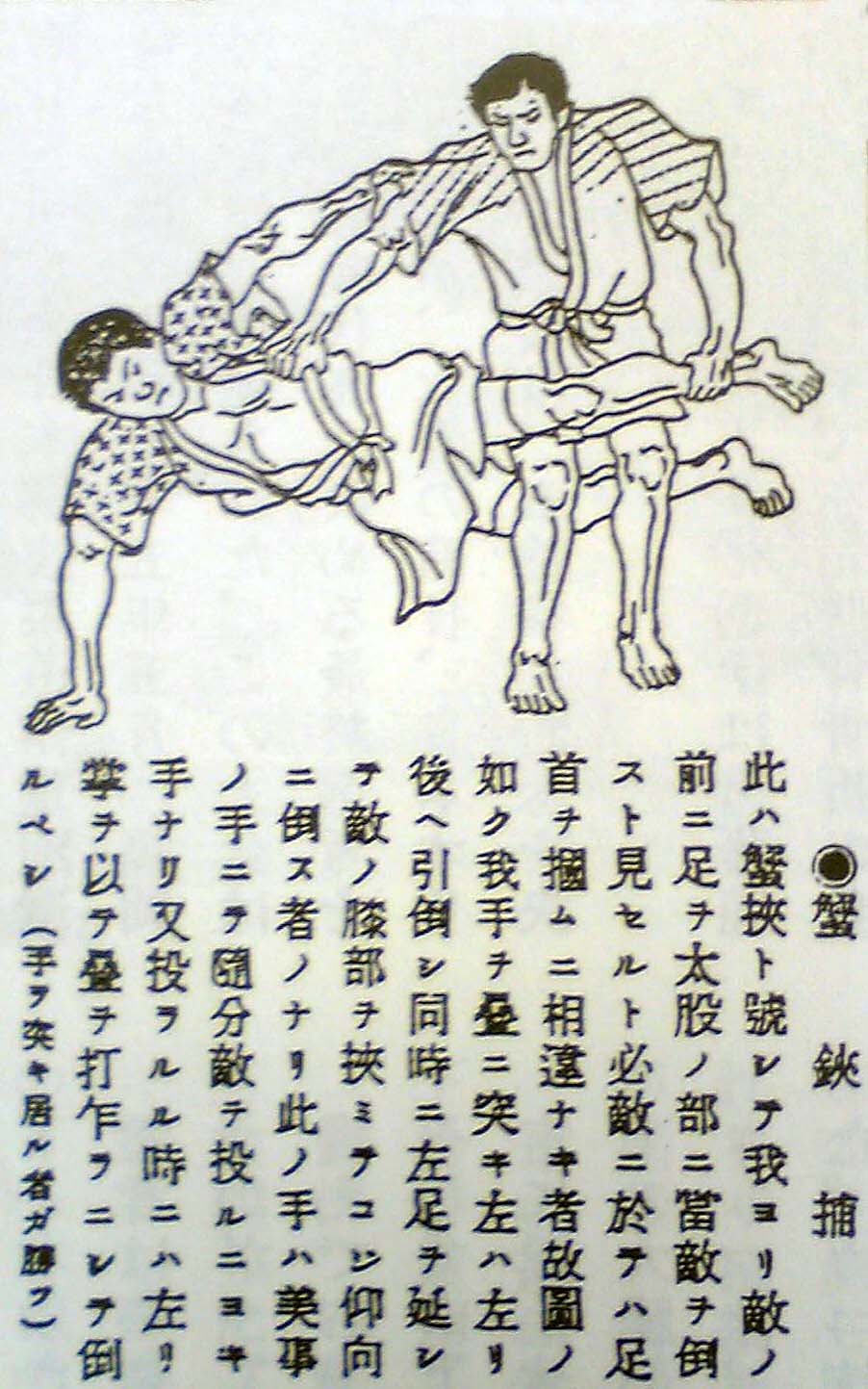
가위치기

가위치기 또는 가니바사미(일본어: 蟹挟 かにばさみ[*])는 유도의 금지 기술 중 하나이다. 과거에 유도선수 야마시타 야스히로가 이 기술로 인해 다리, 뒤통수에 부상을 당하면서 위험하다는 이유로 19급 금지 기술이 되었다. 상대의 몸을 가위로 자르듯이 상대방의 하리를 하부하여 넘어뜨리는 기술이다..

## 같이 보기
- 콰우테모크 블랑코
- 이케노 메다카